# Gueorgui Piatakov
Gueorgui (Yuri) Leonídovich Piatakov (en ruso: Гео́ргий Леони́дович Пятако́в; en ucraniano: Гео́ргій (Ю́рій) Леоні́дович П'ятако́в) (6 de agostojul./ 18 de agosto de 1890greg.-30 de enero de 1937) fue un revolucionario bolchevique y político soviético, miembro de la Oposición de Izquierda.

## Comienzos
Piatakov (pseudónimos de Partido: Kýivsky, Lyalin, Petró, Yaponets) nació el 18 de agosto de 1890 en el uezd de Cherkasy de la Gubernia de Kiev. Comenzó su actividad política como anarquista en el instituto, pero se unió al Partido Obrero Socialdemócrata de Rusia en 1910, ingresando en su corriente bolchevique en 1912. 
Sus opiniones en algunos puntos de la teoría y la táctica de la lucha revolucionaria estaban en contradicción con las posiciones del Comité Central del Partido. Fue uno de los más fieros oponentes de la posición de Lenin sobre la cuestión nacional o la paz con Alemania.

## El periodo revolucionario y la guerra civil
Piatakov dirigió el Comité de Kiev del POSDR desde marzo de 1917, siendo elegido repetidas veces miembro del Comité Central. Luchó por la instauración del poder de los soviets de diputados obreros, soldados y campesinos encabezando el Comité Militar Revolucionario en Kiev, capital de Ucrania.
En 1918, dirigió a los Comunistas de Izquierda en Ucrania. Fue uno de los fundadores del Partido Comunista de la RSS de Ucrania, separado del ruso. Dentro de las dos corrientes principales de los comunistas ucranianos, defendía la formación de un partido comunista separado, la expansión de la organización entre el campesinado y el resto de la población rural y la formación de un movimiento de guerrillas contra el hetman Pavló Skoropadski. Sus tesis resultaron triunfantes frente a las de la corriente más moderada y partidaria de integrarse en el partido ruso. Fue elegido secretario del comité central en el Primer Congreso del PCU, que dirigió la infructuosa rebelión contra el hetman en agosto de 1918. Esta derrota reforzó la posición de los moderados en el partido ucraniano y el control de Lenin. Piatakov continuó como miembro del comité central.
Desde octubre de ese año hasta mediados de enero de 1919, fue jefe del Consejo de Comisarios del Pueblo de la RSS de Ucrania, combatiendo contra el Directorio, y tomando parte en la creación del Ejército Rojo en Ucrania. Desde noviembre de 1918, formó parte del Comité Militar Revolucionario de Ucrania (CMRU) junto con Stalin o Vladímir Antónov-Ovséyenko, organismo creado con el fin de dominar la región. Destacado miembro del Partido Comunista de Ucrania, tenía como cometido formar un Gobierno que se estableciese en la región una vez conquistada por las unidades del CMRU.

## Cargos estatales
Fue puesto a cargo de la industria minera del carbón del Donbás en 1921, siendo nombrado vicepresidente del Gosplán de la RSFS de Rusia y del Consejo Supremo de Economía Nacional de la URSS en 1922

## Miembro de la oposición
Participó en la Oposición de Izquierda liderada por León Trotski frente al ascenso del estalinismo, siendo expulsado del Partido por ello. Fue readmitido en 1928 tras romper con la Oposición, siendo nombrado vicecomisario del pueblo de Industria Pesada.

## Represión y muerte
En 1936, fue de nuevo acusado de actividades anti-partido y anti-soviéticas y expulsado del Partido. En el Segundo Juicio de Moscú, fue acusado de conspirar con Trotski en conexión con el llamado Centro trotskista antisoviético paralelo, para derrocar al Gobierno soviético. Fue así mismo acusado de conspiración con los nazis para tomar el poder en la Unión Soviética a cambio de grandes ganancias territoriales para Alemania. Sin embargo, el aeropuerto de Oslo informó de que ningún avión extranjero había llegado a tierra en el momento en el que supuestamente Piatakov visitó a Trotski en el Hotel Bristol de Copenhague. De hecho, dicho hotel había sido cerrado años antes del supuesto encuentro. 
El 30 de enero de 1937, fue sentenciado a muerte y ejecutado. Fue rehabilitado póstumamente.